# Ain Karma-Oued Rommane
Ain Karma-Oued Rommane  (in arabo عين كرمة-واد الرمان‎?) è un centro abitato e comune rurale del Marocco situato nella prefettura di Meknès, regione di Fès-Meknès. Conta una popolazione di 13 828 abitanti (censimento 2014).